# Wielki Młyn w Gdańsku
Wielki Młyn (niem. Große Mühle)  – średniowieczny zabytkowy młyn wodny na Starym Mieście w Gdańsku, na wyspie Tarcza. Napędzany był wodami Kanału Raduni. Obecnie znajduje się w nim Muzeum Bursztynu.

## Historia
Wielki Młyn został wzniesiony przez krzyżaków w 1350 roku. W 1391 roku częściowo spłonął. 4 lutego 1454 roku opanowali go gdańszczanie należący do antykrzyżackiego sprzysiężenia (Związek Pruski), co zapoczątkowało powstanie przeciwko zwierzchnictwu Zakonu. W przywileju wydanym w Elblągu, król Polski Kazimierz Jagiellończyk przekazał młyn gdańszczanom.
Młyn został zbudowany na sztucznej wysepce (obecna nazwa Wyspa Młyńska) utworzonej przez rozwidlenie Kanału Raduni. Obiekt o wysokości 26 m, szerokości 26 m i długości 41 m był napędzany przez 18 kół wodnych o średnicy 5 metrów, po 9 na dłuższej ścianie młyna (rozmieszczono je na przemian bliżej i dalej od ściany, ponieważ było zbyt mało miejsca na ustawienie wszystkich w jednym szeregu). Budynek pełnił funkcję młyna, spichlerza i piekarni. Nad ustawionymi w dwóch kondygnacjach żarnami mieściło się sześć kondygnacji spichrzowych. Co szesnasty worek mielonego w młynie zboża przypadał miastu jako danina. W przypadku oblężenia miasta i odcięcia dopływu wody używano zapasowych żaren napędzanych końmi.
W 1836 młyn wydzierżawił radca Jakub Witt, który zmodernizował jedną stronę młyna do produkcji mąki na wzór amerykański, poprzez m.in. zamontowanie w nim taśmociągu. W 1880 młyn otrzymał nowoczesny napęd turbinowy (turbiny wodne). Ten napęd zachował się aż do zniszczenia w 1945. W 1937 dokonano wymiany dachu, a ponadto wymurowano na nowo komin. Młyn pozostawał w użyciu aż do końca II wojny światowej, gdy został częściowo zniszczony; jeszcze w 1939 produkował do 200 ton mąki dziennie. 
Po wojnie roku został odbudowany w latach 60. (obiekt jest w 80% autentyczny), z przeznaczeniem na dom kultury Stoczni Gdańskiej, której to funkcji jednak nie pełnił. Następnie organizowano w nim wystawy, wykorzystywano na cele magazynowe, dyskotekę, miejsce spektakli teatralnych i targów branży stoczniowej. Do 1992 działały w nim Pewex i salon gier. W 1991 roku przeprowadzono w nim badania archeologiczne. 
W 1993 roku zakończono adaptację młyna na dom handlowy, który działał do września 2016 w Wielkim Młynie znajdowało się centrum handlowe. Centrum z biegiem lat traciło popularność, czynnych było coraz mniej stoisk, a obiekt wymagał kapitalnego remontu. W grudniu 2016 młyn przekazano na potrzeby pobliskiego Muzeum Bursztynu w Gdańsku, z trudem mieszczącego się w swojej siedzibie w Zespole Przedbramia.
21 listopada 2018 Muzeum Gdańska podpisało umowę na wykonanie kosztem 4,3 mln zł pierwszego etapu prac adaptacyjnych Wielkiego Młyna na Muzeum Bursztynu. Do końca 2020 przeprowadzono wymianę położonego w latach 60. dachu, wyburzenie ścian działowych, usunięcie przepierzeń po dawnych boksach handlowych, wyburzenie bocznej klatki schodowej i szybu windowego, usunięcie starych instalacji i wymianę współczesnej stolarki w oknach i drzwiach (nie ma ona zabytkowego charakteru). W 2019 ogłoszony został przetarg na wykonanie instalacji energetycznej i teletechnicznej. Zasadnicza część prac została sfinansowana ze środków UE w ramach wspólnego projektu Muzeum Gdańska oraz Muzeum Światowego Oceanu w Królewcu o nazwie „Połączeni bursztynem” i wartości prawie 2,3 miliona euro, z czego do Gdańska trafiło ponad 1,3 miliona euro. 25 czerwca 2020 podpisano umowę na przebudowę, adaptację i kompleksowe prace termomodernizacyjne w budynku o wartości 22,8 mln zł. Kubatura obiektu wynosi 14,8 tys. m³. Całkowity koszt inwestycji wyniósł 33,5 mln zł, a otwarcie Muzeum nastąpiło 24 lipca 2021.
W trakcie prac adaptacyjnych, w 2020, odkryto dwa fragmenty kamiennego żarna, które służyło do przemiału zboża w mąkę, a w czasie przebudowy na centrum handlowe zostały celowo uszkodzone w celu montażu instalacji elektrycznej. Odnaleziono także historyczne podpisy, będące odpowiednikami współczesnych grafitti.
W latach 70. XX wieku naprzeciwko młyna – po drugiej stronie ul. Rajskiej – eksponowano śrubę okrętową. 8 sierpnia 2014 przy Wielkim Młynie uruchomiona została fontanna z wielobarwną iluminacją nocną. Formą nawiązuje ona do kaskad wodnych tworzonych przy Wielkim Młynie przez Kanał Raduni. Jako pierwsza w Polsce wykorzystuje system cienkiego lustra wody, w którym odbija się otoczenie. Koszt jej realizacji wyniósł 2 mln zł.

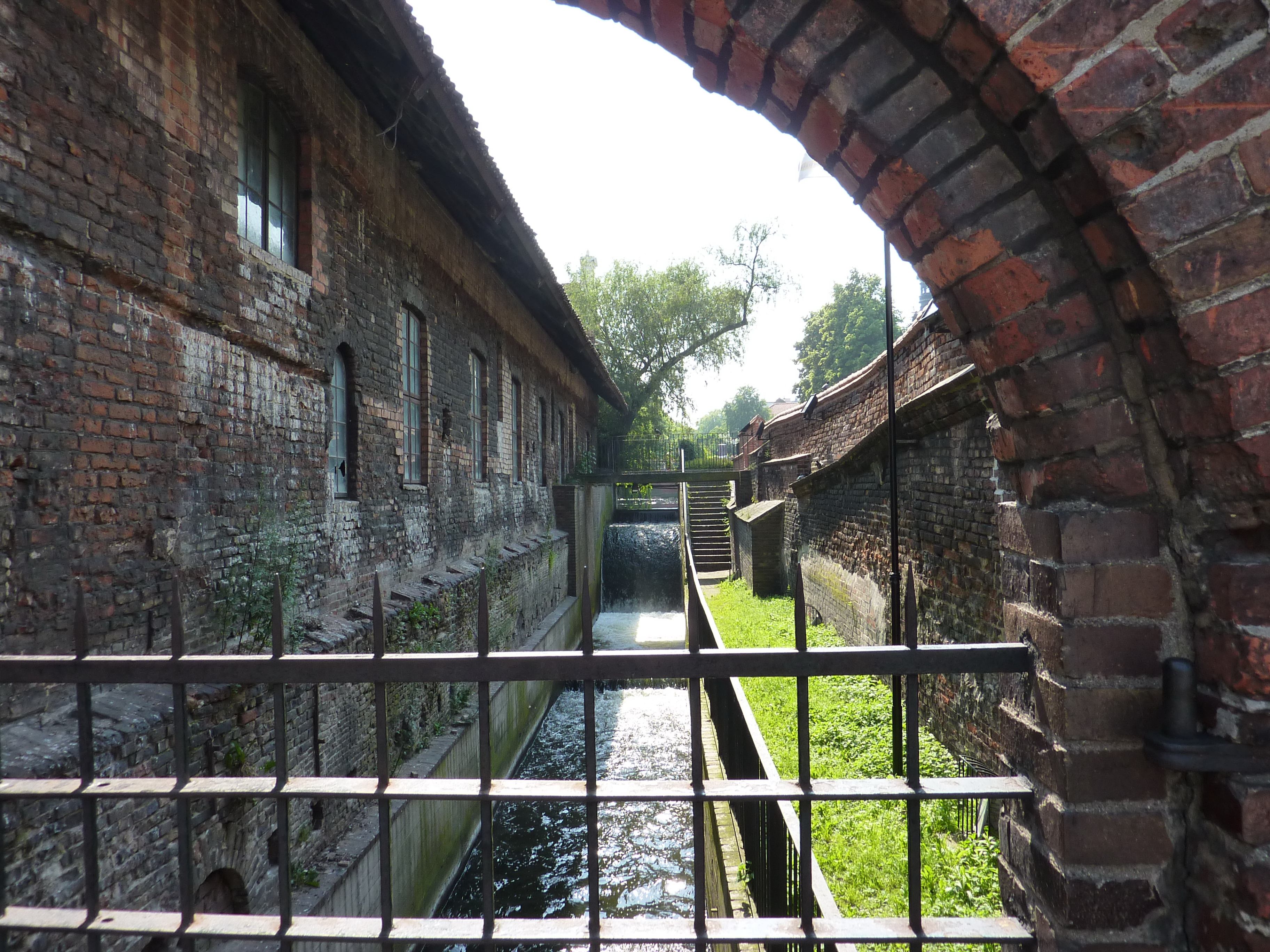
Kanał Raduni opływający Wielki Młyn
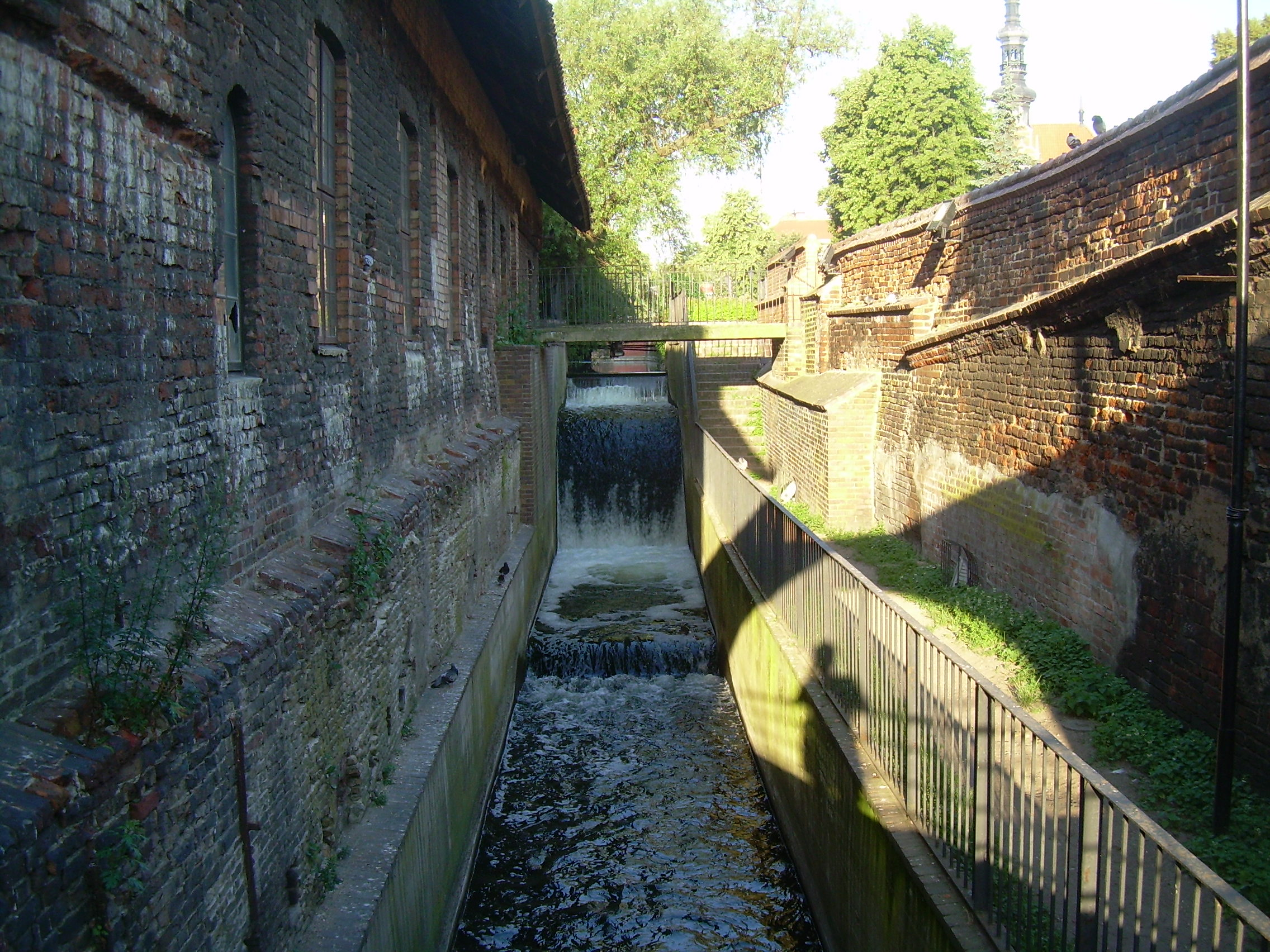
Spiętrzone wody Kanału Raduni w miejscu dawnych kół wodnych
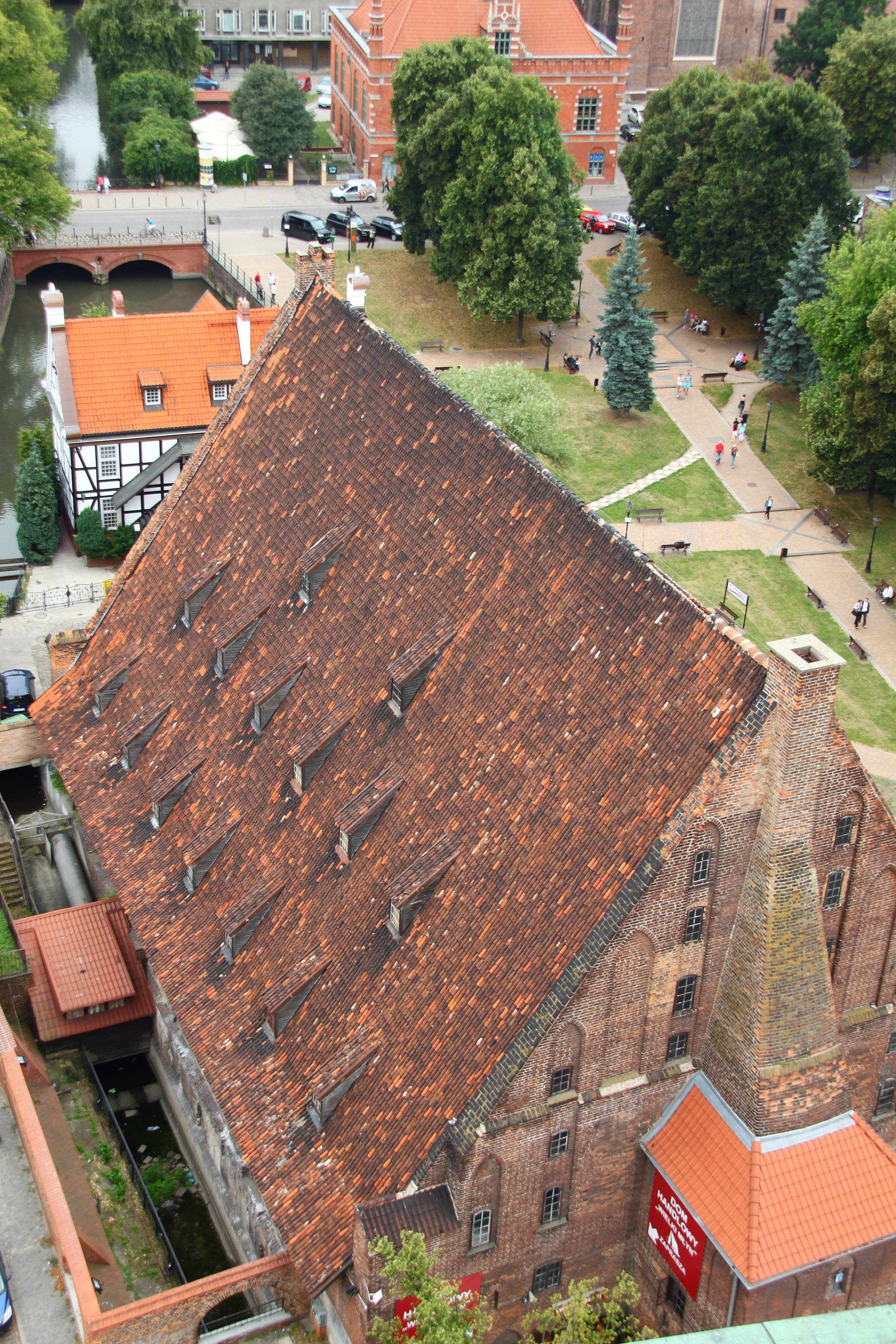
Widok z góry
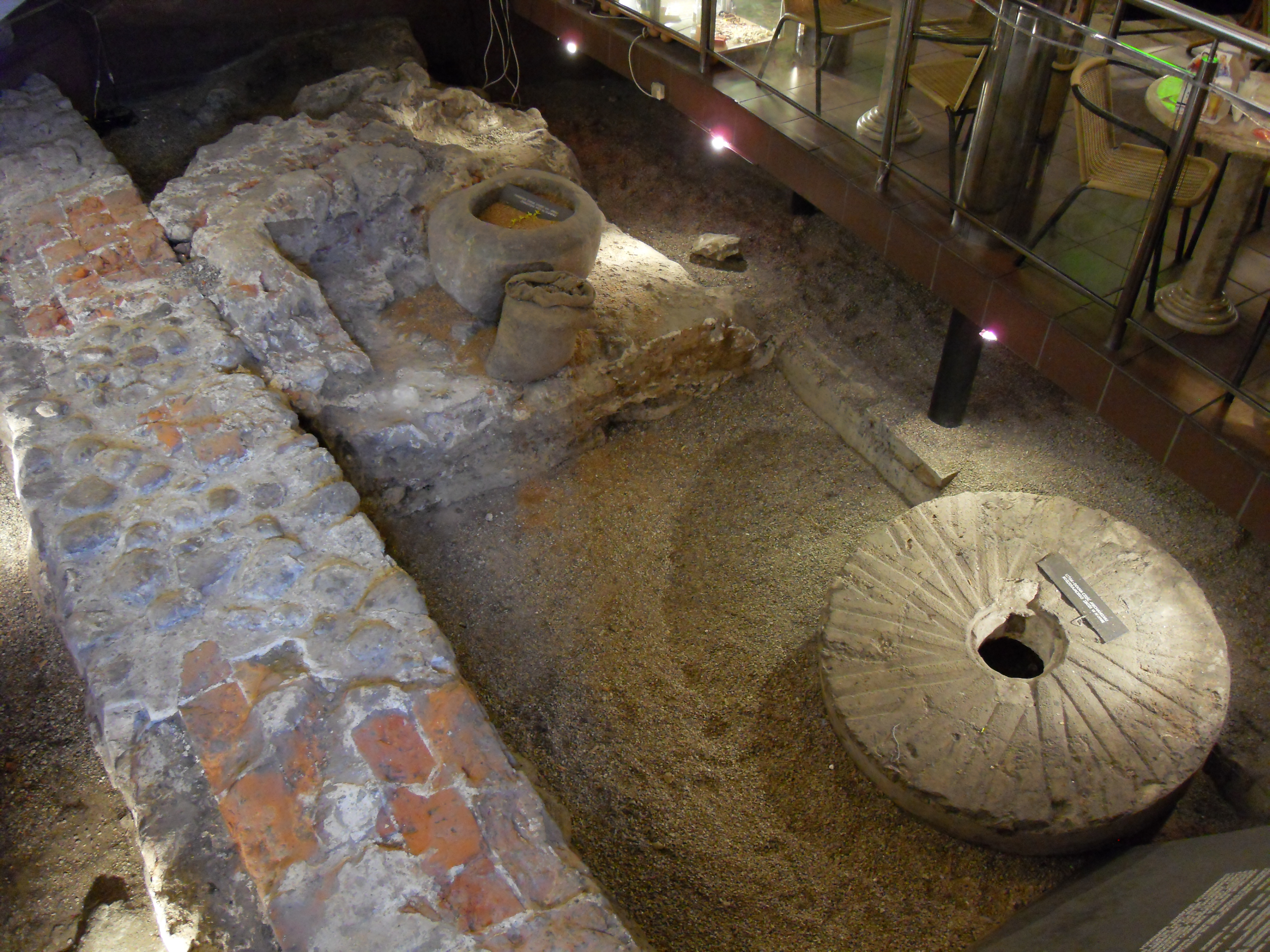
Ekspozycja archeologiczna
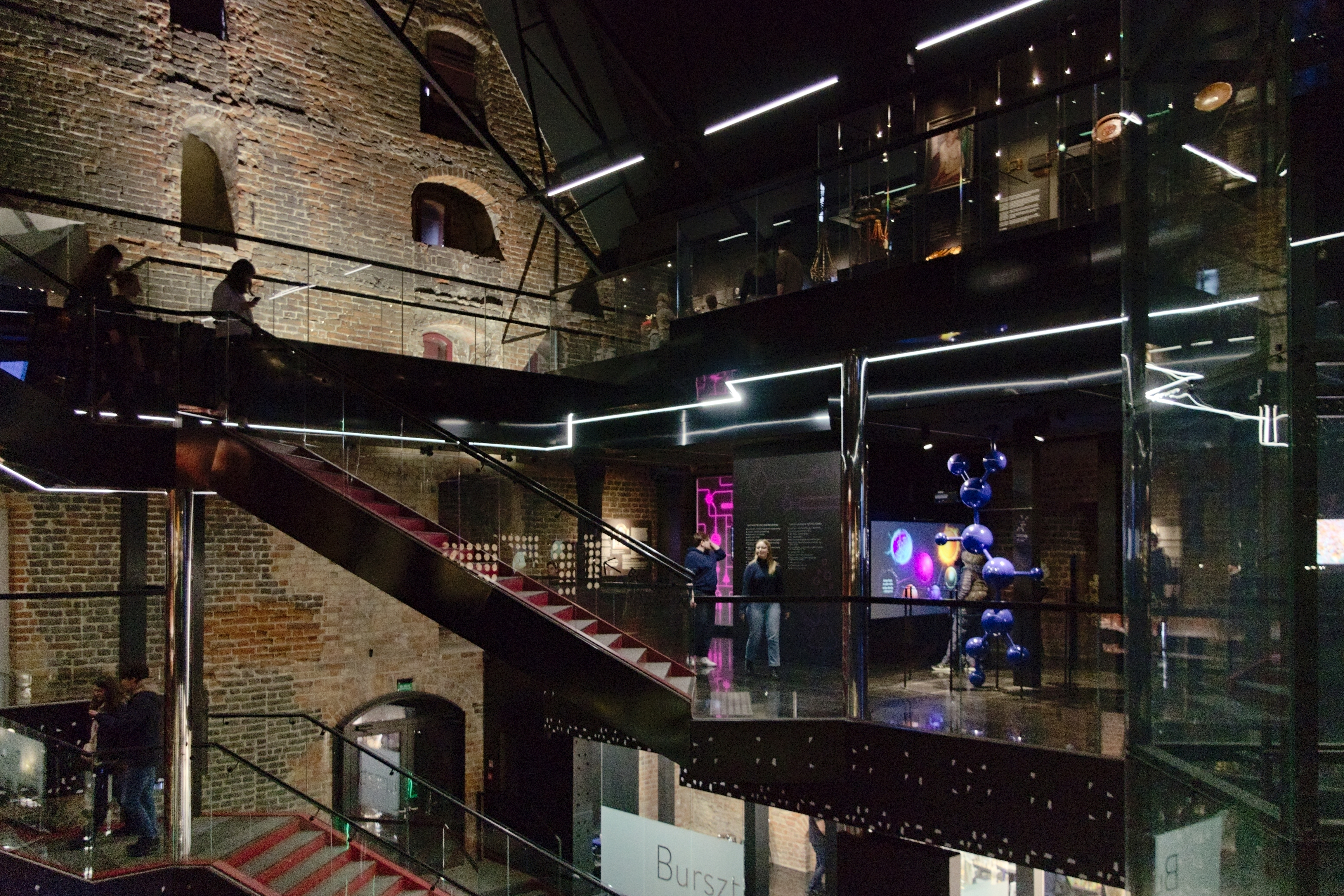
Wnętrze
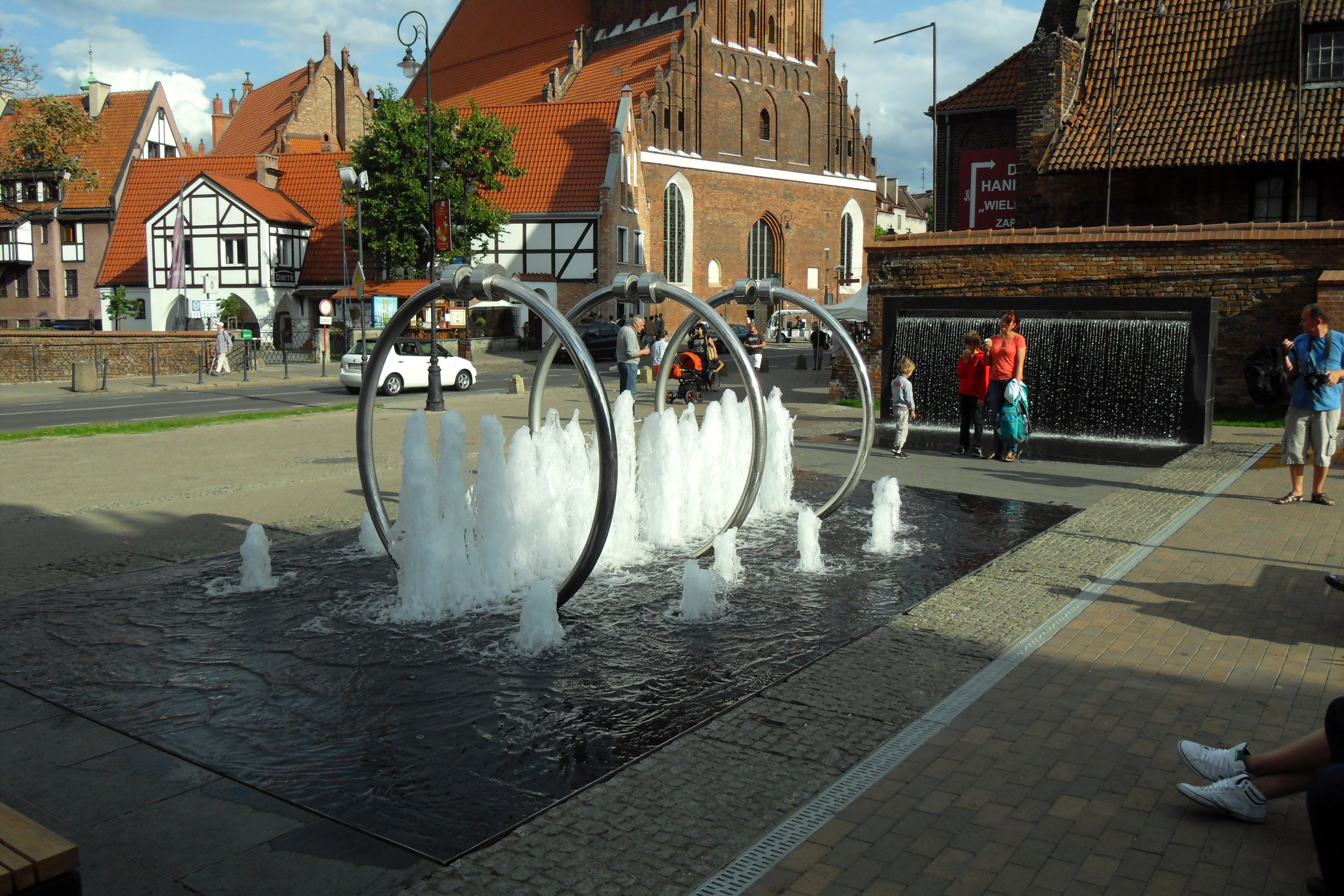
Fontanna
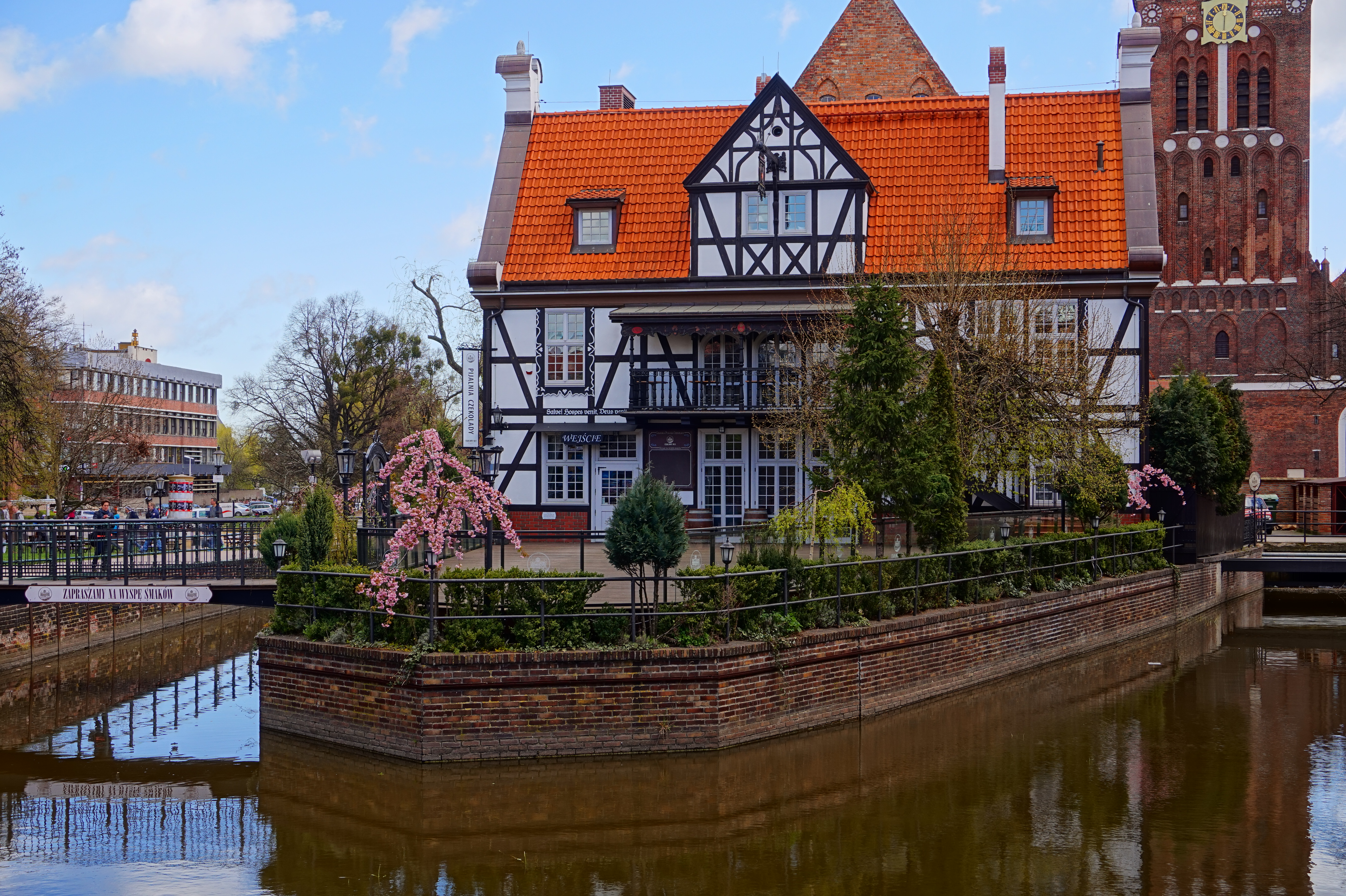
Dom cechowy młynarzy przy młynie, rekonstrukcja z 1997